# Holger Militz
Holger Militz (* 1960 in Waldbröl) ist ein deutscher Holzforscher und Professor an der Universität Göttingen, der als gewähltes Mitglied (FIAWS) der Internationalen Akademie der Holzwissenschaften ausgezeichnet wurde.

## Biografie
Militz studierte Holzwissenschaft an der Universität Hamburg. 1990 promovierte er an der Universität Wageningen in den Niederlanden, wo er sich auf die Verbesserung der Imprägnierung von Holz durch anatomische Zellwandveränderungen konzentrierte.
Zwischen 1987 und 2000 war er in den Niederlanden tätig, zunächst als Leiter der Holztechnologie bei TNO Timber Research und später als Direktor des SHR Timber Research in Wageningen.
Militz und seine Forscherkollegen entwickelten in den 1990er Jahren bei SHR die erste machbare Pilotanlage, die zur Skalierung des heute kommerziellen Prozesses der Holzacetylierung führte, der in den 1940er Jahren von dem amerikanischen Chemiker Alfred J. Stamm am Forest Products Laboratory des United States Forest Service initiiert wurde.
Seit 2000 ist er Professor für Holzbiologie und Holzprodukte an der Georg-August-Universität in Göttingen. Von 2010 bis 2018 war er zudem Teilzeitprofessor an der Norwegischen Universität für Lebenswissenschaften in Aas.

## Ehrungen
Seine Hauptforschungsinteressen liegen auf dem Gebiet der Holztechnologie, des Holzbefalls durch biotischen Abbau (Pilze, Insekten), dem Holzschutz und insbesondere auf der Modifikation von Holz unter Anwendung grüner Technologien. Er hat über 600 Publikationen in wissenschaftlichen Zeitschriften und Buchartikeln auf dem Gebiet der Holzwissenschaft und -technologie veröffentlicht.
Militz hat mehrere Auszeichnungen für seine langjährige Arbeit im Bereich der Holzprodukte und Holzmodifikation erhalten. Seit 2001 ist er Vorsitzender des ECWM – Wood Modification in Europe und Mitglied der Redaktionsgremien der internationalen Holzzeitschriften Holzforschung, Wood Research und Holztechnologie.
Im Oktober 2023 wurde Holger Militz in einer Metaforschung von John Ioannidis et al. an der Stanford University im Elsevier Data 2022-Update in die Liste der Top 2 % der Forscher im Bereich der Holzwissenschaft (forstwirtschaftliche Materialien) aufgenommen. Er erzielte einen c-score von 3,495, einen der höchsten Werte in diesem Wissenschaftsbereich.

## Auszeichnungen
- Ehrenpreis, IRG Wood Protection, Australien (2023)[9]
- Ternryd-Preis Universität Växjö, Schweden (2016)
- Josef-Umdasch Forschungspreis, Wien (2012)
- Schweighofer-Preis für die Entwicklung eines innovativen neuen Materials (2007)